# Big Five
Big Tech, denumire cunoscută și sub numele de Tech Giants, Big Five sau S&P 5, reprezintă cele mai mari și dominante companii din industria tehnologiei informației din Statele Unite ale Americii, și anume Amazon, Apple, Facebook, Google și Microsoft. Începând cu sfârșitul anilor 2000, aceste cinci au fost, în afară de Saudi Aramco, Tesla și Tencent, cele mai valoroase companii publice la nivel global, fiecare având o capitalizare de piață maximă variind de la aproximativ 500 miliarde USD la aproximativ 2 trilioane USD în perioade diferite.
Unii au speculat că s-ar putea să nu fie posibil ca oamenii să trăiască zilnic în lumea digitală în afara ecosistemului creat de aceste companii, iar îngrijorările legate de practicile monopoliste au condus la investigații antimonopolistă din partea Departamentului de Justiție și a Comisiei Federale pentru Comerț în Statele Unite și Comisiei Europeane. Comentatorii au pus la îndoială impactul acestor companii asupra vieții private, puterii pieței, libertății de exprimare și cenzurii, securității naționale și aplicării legii. Pe de altă parte, prin furnizarea de servicii gratuite consumatorilor, aceștia rămân populari. În special, Facebook și Google oferă aproape toate serviciile lor gratuit.